# ボニファーチョ・ディ・サヴォイア
ボニファーチョ・ディ・サヴォイア（イタリア語：Bonifacio di Savoia, 1245年 - 1263年6月7日）は、サヴォイア伯（在位：1253年 - 1263年）。アメデーオ4世の息子。未婚のまま嗣子なく死去した。

## 生涯
ボニファーチョはシャンベリで生まれた。9歳でサヴォイア伯位を継承したため、摂政が必要であった。ボニファーチョが死去するまでの10年間、サヴォイアは1189年に祖父トンマーゾ1世が考え出したような形の共同摂政により統治され、その権限はボニファーチョの母チェチーリア・デル・バルツォと叔父の一人ピエモンテ領主トンマーゾ2世の間で保持された。ボニファーチョの他の叔父ピエトロとフィリッポ1世はこれに異議を唱え、伯領の多くの領地を分割しようとしたが、トンマーゾ2世は弟グリエルモが交渉して締結された1234年の家族協定に従い調停に持ち込み、勝訴した。ピエトロとフィリッポはこれに対する補償を受け、伯領内でより多くの領地を手に入れた。1259年にトンマーゾ2世が死去した後も、母チェチーリアが摂政をつとめた。チェチーリアの摂政下で、叔父ピエトロとフィリッポはサヴォイア伯領内で勢力と影響力を拡大させる動きを続けた。
フランドルおよびピエモンテに対するボニファーチョの遠征は成功しなかった。1262年、ジュネーヴ伯ルドルフはジュネーヴでピエトロおよびその親族と争った後、ボニファーチョに臣下の礼をとった。1263年、ボニファーチョは戦場で傷を負い死去し、サヴォイア伯位は叔父ピエトロが継承した。